# Измайлов, Аббас Халилуллович
Аббас Халилуллович Измайлов (15 сентября 1920, Большой Труев, Саратовская губерния — 5 января 1992, Большой Труев, Пензенская область) — наводчик орудия самоходной артиллерийской установки САУ-76 1433-го отдельного самоходного артиллерийского полка, старший сержант.

## Биография
Родился 15 сентября 1920 года в селе Большой Труев (ныне — Кузнецкого района Пензенской области). Татарин. Окончил 7 классов. Был трактористом в колхозе.
В 1940 году был призван в Красную Армию. На фронте в Великую Отечественную войну с июня 1941 года. Член ВКП/КПСС с 1944 года. К началу 1944 года сержант Измайлов — наводчик орудия самоходной артиллерийской установки САУ-76 1433-го отдельного самоходного артиллерийского полка.
28 января 1944 года, действуя в составе 59-й армии на Ленинградском фронте, при отражении контратаки противника у населенного пункта Высоко-Ключевое сержант Измайлов, обороняясь у своей подбитой боевой машины, из автомата скосил 8 противников, а затем уложил ещё 3 в рукопашном бою.
Приказом от 15 февраля 1944 года сержант Измайлов Аббас Халилуллович награждён орденом Славы 3-й степени.
15 марта 1944 года в бою под местечком Вайвара-Кирин старший сержант Измайлов вывел из-под огня подбитую боевую машину, спас жизнь раненым членам экипажа.
Приказом от 5 апреля 1944 года старший сержант Измайлов Аббас Халилуллович награждён орденом Славы 2-й степени.
15 января 1945 года в районе населенного пункта Пословице старший сержант Измайлов, стреляя из засады, поджег вражеский танк, вместе с товарищами отразил 2 контратаки, вывел из строя много живой силы и техники противника.
Указом Президиума Верховного Совета СССР от 10 апреля 1945 года за мужество, отвагу и героизм старший сержант Измайлов Аббас Халилуллович награждён орденом Славы 1-й степени. Стал полным кавалером ордена Славы.
В 1946 году был демобилизован. Жил в родном селе, работал бригадиром комплексной бригады, управляющим отделением в Евлашевском совхозе. Скончался 5 января 1992 года. Похоронен на кладбище села Большой Труев.
Награждён орденами Отечественной войны 1-й степени, Славы 3-х степеней, медалями. В том числе «За отвагу».